# Propuesta de invasión japonesa de Australia

Un cartel de propaganda australiano de 1942 que se refiere a la amenaza de la invasión japonesa. Este cartel fue criticado por ser alarmista cuando fue lanzado y fue prohibido por el gobierno de Queensland.

A principios de 1942, elementos de la Armada Imperial Japonesa (AIJ) propusieron una invasión de Australia. Esta propuesta fue rechazada por el Ejército Imperial Japonés y el primer ministro Hideki Tōjō, quienes consideraron que era inviable dada la geografía de Australia y la fuerza de las defensas aliadas. En cambio, el ejército japonés adoptó una estrategia para aislar a Australia de los Estados Unidos avanzando a través del Pacífico Sur. Esta ofensiva fue abandonada después de la batalla del Mar del Coral y la batalla de Midway en mayo y junio de 1942, y todas las operaciones japonesas posteriores en las cercanías de Australia se llevaron a cabo para frenar el avance de las fuerzas aliadas.
El exhistoriador principal del Memorial de Guerra de Australia, el Dr. Peter Stanley, afirma que el «ejército japonés descartó la idea como «galimatías», sabiendo que las tropas enviadas más al sur debilitarían a Japón en China y en Manchuria contra una amenaza soviética. No sólo el ejército japonés condenó el plan, sino que el personal general de la marina también lo desaprobó, incapaz de ahorrar el millón de toneladas de envío que la invasión habría consumido».
En Australia, el gobierno, los militares y el pueblo se alarmaron profundamente después de la caída de Singapur en febrero de 1942 sobre la posibilidad de una invasión japonesa. Aunque Japón nunca planeó invadir Australia, el temor generalizado llevó a una expansión de la economía militar y de guerra de Australia, así como a vínculos más estrechos con los Estados Unidos.

## Propuestas japonesas

### Debate entre la Armada y el Ejército
El éxito de Japón en los primeros meses de la Guerra del Pacífico llevó a elementos de la Armada Imperial Japonesa a proponer la invasión de Australia. En diciembre de 1941, la Armada propuso incluir una invasión del norte de Australia como uno de los objetivos de guerra de Japón en la etapa dos después de la conquista del sudeste asiático. Esta propuesta fue fuertemente impulsada por el Capitán Sadatoshi Tomioka, jefe de la sección de Planificación del Estado Mayor de la Armada, con el argumento de que Estados Unidos probablemente usaría a Australia como base para lanzar una contraofensiva en el Pacífico sudoccidental. El Cuartel General de la Armada argumentó que esta invasión podría ser llevada a cabo por una pequeña fuerza de desembarco ya que esta área de Australia estaba poco defendida y aislada de los principales centros de población de Australia. Sin embargo, no hubo apoyo universal para esta propuesta dentro de la Armada, e Isoroku Yamamoto, el comandante de la Flota Combinada, se opuso constantemente a ella.
El ejército japonés se opuso a la propuesta de la Armada por ser poco práctica. El enfoque del ejército estaba en defender el perímetro de las conquistas de Japón, y creía que invadir Australia extendería en exceso estas líneas de defensa. Además, el Ejército no estaba dispuesto a liberar la gran cantidad de tropas del Ejército Kwantung que calculó que se necesitaban para tal operación en Manchuria, ya que ambos temían que la Unión Soviética entrara en la Guerra del Pacífico y querían preservar una opción para que Japón invadiera Siberia.

El primer ministro Hideki Tōjō también se opuso constantemente a la invasión de Australia. En cambio, Tōjō favoreció una política de obligar al país oceánico a someterse cortando sus líneas de comunicación con los Estados Unidos. En su última entrevista antes de ser ejecutado por crímenes de guerra, Tōjō declaró:
Nunca tuvimos suficientes tropas para [invadir Australia]. Ya habíamos extendido nuestras líneas de comunicación. No teníamos la fuerza armada ni las instalaciones de suministro para montar una extensión tan fabulosa de nuestras fuerzas ya demasiado tensas y demasiado dispersas. Esperábamos ocupar toda Nueva Guinea, mantener Rabaul como base de detención y atacar el norte de Australia por aire. Pero la invasión física real, no, en ningún momento.
En discursos antes de la Dieta de Japón el 12 de enero y el 16 de febrero de 1942, Tōjō afirmó que la política japonesa era erradicar las colonias británicas en Hong Kong y en la Península Malaya, ya que estas eran 'bases malvadas utilizadas contra Asia Oriental', y convertir estos lugares en fortalezas para la defensa del Gran Asia Oriental. Birmania y Filipinas obtendrían independencia si cooperaran con Japón; las Indias Orientales Neerlandesas y Australia serían aplastadas si se resistían; pero si reconocieran las verdaderas intenciones de Japón recibirían ayuda para promover su bienestar y desarrollo.

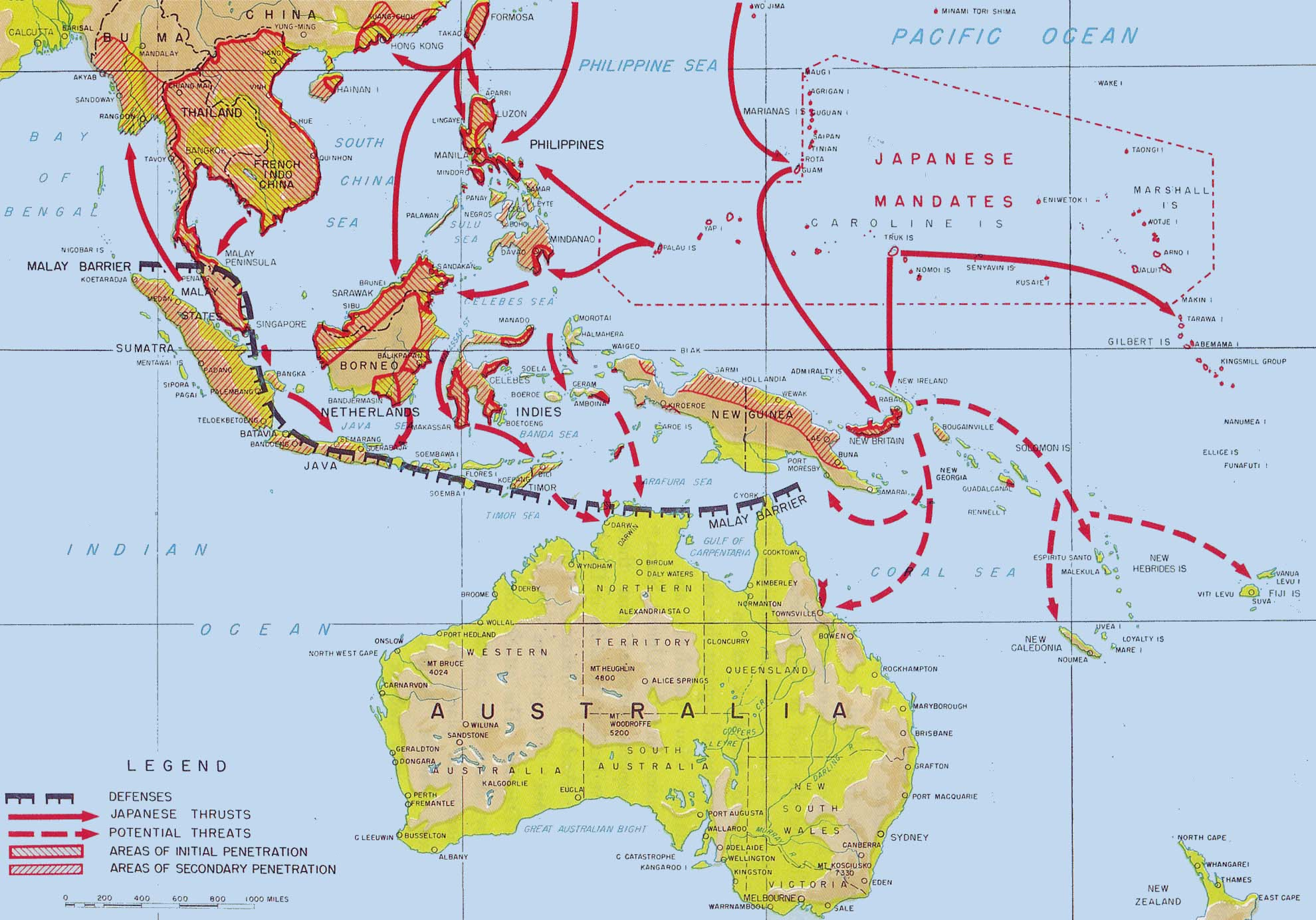
Los avances japoneses en las áreas del Pacífico sudoccidental y el sudeste asiático durante los primeros cinco meses de la Campaña del Pacífico de la Segunda Guerra Mundial. La ofensiva propuesta en Fiyi, Samoa y Nueva Caledonia se representa en la esquina inferior derecha.

Los cálculos del Ejército y la Armada sobre el número de tropas necesarias para invadir Australia diferían enormemente y formaban un área central de discusión. En diciembre de 1941, la Armada calculó que una fuerza de tres divisiones (entre 45.000 y 60.000 hombres) sería suficiente para asegurar las áreas costeras del noreste y noroeste de Australia. En contraste, el Ejército calculó que se necesitaría una fuerza de al menos diez divisiones (entre 150.000 y 250.000 hombres). Los planificadores del Ejército estimaron que transportar esta fuerza a Australia requeriría entre 1,5 y 2 millones de toneladas de envío, lo que habría requerido retrasar la devolución de los envíos mercantes solicitados. Esta fuerza de invasión habría sido mayor que toda la fuerza utilizada para conquistar el sudeste asiático. El Ejército también rechazó la propuesta de la Marina de limitar una invasión de Australia a asegurar enclaves en el norte del país como poco realista debido a las posibles contraofensivas aliadas contra estas posiciones. Debido a su experiencia en China, el Ejército creía que cualquier invasión de Australia tendría que implicar un intento de conquistar todo el continente australiano, algo que estaba más allá de las capacidades de Japón.

El Ejército y la Armada japoneses discutieron la posibilidad de invadir Australia en varias ocasiones en febrero de 1942. El 6 de febrero, el Ministerio de la Marina propuso formalmente un plan en el que el este de Australia sería invadido al mismo tiempo que otras fuerzas japonesas capturaron Fiyi, Samoa y Nueva Caledonia, y esto fue nuevamente rechazado por el Ejército. El 14 de febrero, el día antes de que Singapur fuera capturado, las secciones del Ejército y la Armada del Cuartel General Imperial volvieron a discutir la invasión de Australia y durante esta discusión el Capitán Tomioka argumentó que sería posible tomar Australia con una fuerza simbólica. Esta declaración fue etiquetada como tanto galimatías en el diario secreto del Cuartel General Imperial. General Tomoyuki Yamashita:
Dijo que después de tomar Singapur, quería discutir con Tōjō un plan para la invasión de Australia... Tōjō rechazó el plan, excusándose por alargar las líneas de suministro, lo que sería precario y estaría abierto al ataque enemigo.
La disputa entre el Ejército y la Armada se resolvió a fines de febrero con la decisión de aislar en lugar de invadir Australia. El Ejército continuó manteniendo su opinión de que invadir Australia no era práctico, pero acordó extender el perímetro estratégico de Japón y aislar a Australia de los EE. UU. al invadir Fiyi, Samoa y Nueva Caledonia en la llamada Operación FS. La cuestión de si invadir Australia fue discutida por el Cuartel General Imperial por última vez el 27 de febrero y en esta reunión, el Ejército declaró que creía que Australia era defendida por una fuerza militar de 600 000 efectivos. Durante una nueva reunión celebrada el 4 de marzo, el Cuartel General Imperial acordó formalmente un «Esquema fundamental de recomendaciones para el liderazgo de la guerra futura» que relegaba la opción de invadir Australia como una «opción futura» solo si todos los demás planes salían bien. Este plan fue presentado al Emperador por el primer ministro Hideki Tōjō y, en efecto, terminó la discusión sobre la invasión de Australia. Sin embargo, la Operación FS no se implementó debido a las derrotas de Japón en la batalla del Mar del Coral y la batalla de Midway y se canceló el 11 de julio de 1942.

### Operaciones japonesas posteriores en el Pacífico Sudoccidental
Artículos principales: Actividad naval del Eje en aguas australianas y Ataques aéreos en Australia (1942-1943)

Como la opción de invadir Australia fue rechazada en febrero de 1942 y no fue revisada, los ataques japoneses a Australia durante la guerra no fueron precursores de la invasión, como a veces se afirma. El gran ataque aéreo en Darwin el 19 de febrero de 1942 y el ataque a Broome el 3 de marzo se llevaron a cabo para evitar que los Aliados usaran estas ciudades como bases para impugnar la invasión de las Indias Orientales Neerlandesas y no estuvo relacionado con una invasión. De acuerdo con Frei:
Los generales del Estado Mayor del Ejército y el Primer Ministro de Japón, General Hideki Tojo, no veían la necesidad de comprometer recursos masivos de tropas para la conquista de Australia, con los problemas logísticos masivos que producirían. Los generales confiaban en que Australia podría ser intimidada para rendirse a Japón aislándola completamente de los Estados Unidos y aplicando una intensa presión psicológica.
Las docenas de incursiones aéreas posteriores en el norte de Australia en 1942 y 1943 fueron principalmente pequeñas y tenían como objetivo evitar que las unidades aéreas aliadas con base allí atacaran posiciones japonesas. El ataque al puerto de Sídney en mayo de 1942 tenía el objetivo de desviar a las fuerzas aliadas de la isla Midway antes del intento japonés de capturarlo y las posteriores campañas submarinas japonesas frente a la costa este de Australia en 1942 y 1943 fueron intentos de romper la línea de suministro entre Australia y Nueva Guinea durante la campaña de Nueva Guinea. Además, el intento japonés de capturar Port Moresby en Nueva Guinea avanzando a lo largo del sendero de Kokoda y aterrizando en la Bahía de Milne entre julio y septiembre de 1942 tenía como objetivo capturar la ciudad para completar el perímetro defensivo de Japón en la región. Una vez asegurado, Port Moresby debía haber sido utilizado como base desde la cual los aviones japoneses podían dominar el Estrecho de Torres y el Mar del Coral, y no para apoyar una invasión de Australia.
Una pequeña unidad de reconocimiento japonesa realizó un breve aterrizaje en el continente australiano durante enero de 1944. El Matsu Kikan ("Pino"), una unidad conjunta de inteligencia del ejército y la marina, aterrizó para evaluar informes de que los Aliados habían comenzado a construir nuevas bases importantes en la costa más septentrional de la región de Kimberley de Australia Occidental, frente al Mar de Timor. Después de abandonar su base en Kupang, Timor Occidental, la unidad, compuesta por 10 japoneses en un barco pesquero comandado por civiles timorenses occidentales, realizó breves visitas a las deshabitadas Islas Ashmore y Cartier. El 19 de enero, el Matsu Kikan ingresó en York Sound en el continente. Mientras se veía humo en las colinas al este, el barco japonés estaba anclado y camuflado con ramas de árboles. Los grupos de desembarco desembarcaron cerca de la desembocadura del río Roe. Reconocieron el área circundante durante aproximadamente dos horas y la filmaron con una cámara de 8 mm. Al día siguiente, el personal del Matsu Kikan nuevamente reconoció el área, antes de regresar a Kupang. El Matsu Kikan no vio ninguna señal de actividad humana reciente, y se aprendió poco de importancia militar de la misión. Según los informes, un oficial involucrado en la misión regresó a Japón poco después, donde sugirió desembarcar a 200 convictos japoneses en Australia, para lanzar una campaña de guerrilla. Sin embargo, esta sugerencia no fue adoptada. Según el historiador Peter Stanley, ningún historiador de pie cree que los japoneses tenían un plan para invadir Australia, no hay una prueba de evidencia.

## Mito australiano de la invasión japonesa propuesta
El exdirector del Centro de Investigación Histórica del Museo Nacional de Australia, Dr. Peter Stanley, ha criticado el mito generalizado y repetido de que Japón tenía la intención de invadir Australia, comentando que: el mito de la invasión ayuda a justificar la visión parroquial que los australianos tomaron de su esfuerzo de guerra.